# فيديريكو سيلفيستري
فيديريكو سيلفيستري (بالإسبانية: Federico Silvestre) (6 أكتوبر 1987 في الأرجنتين - ) هو لاعب كرة قدم أرجنتيني في مركز الوسط. لعب مع انيستتوتو وUniversitario de Sucre ‏ وGeneral Paz Juniors ‏ وMetropolitanos F.C. ‏ وAlumni de Villa María ‏.

## روابط خارجية
- فيديريكو سيلفيستري على موقع قاعدة بيانات كرة القدم.إي يو (الإنجليزية)
- فيديريكو سيلفيستري على موقع Soccerway.com (الإنجليزية)
- فيديريكو سيلفيستري على موقع AS.com (الإسبانية)